# Arnold Sommerfeld

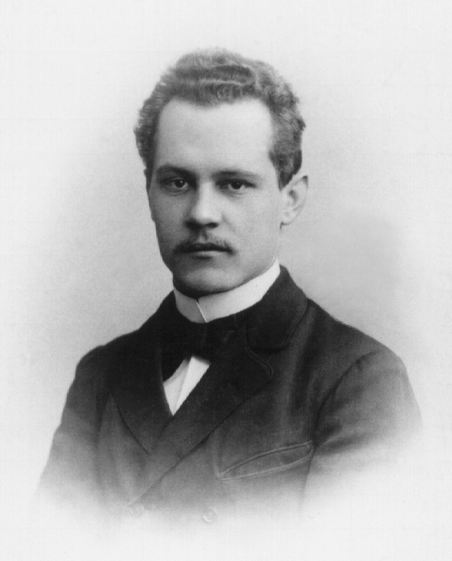
Arnold Sommerfeld 1897 in Göttingen

Arnold Johannes Wilhelm Sommerfeld (* 5. Dezember 1868 in Königsberg, Ostpreußen; † 26. April 1951 in München) war ein deutscher Mathematiker und theoretischer Physiker.

## Leben

Als Student in Königsberg 1889 (im Couleur der Burschenschaft Germania Königsberg)

Sommerfeld, Sohn eines naturwissenschaftlich interessierten praktischen Arztes, begann nach dem Abitur am Altstädtischen Gymnasium in Königsberg 1886 ein Studium der Mathematik an der Albertina in Königsberg, einer der ersten Hochschulen, an der die theoretische Physik als eigenständiges Fach eingerichtet worden war, mit einem berühmten Seminar, geleitet von Franz Ernst Neumann und Carl Gustav Jacobi. Zu seinen akademischen Lehrern zählten so bedeutende Gelehrte wie David Hilbert, Ferdinand von Lindemann und Adolf Hurwitz. Während seines Studiums bestritt er als Mitglied der Burschenschaft Germania Königsberg (Eintritt: 1887) zahlreiche Mensuren. Von einem dieser Fechtkämpfe trug er einen markanten Schmiss auf der Stirn davon. Er promovierte in Königsberg 1891 bei Lindemann über Die willkürlichen Functionen in der mathematischen Physik. In seiner Frühzeit wurde Sommerfeld entscheidend von Emil Wiechert beeinflusst. Auch später bestand zwischen Sommerfeld und Wiechert eine gute Freundschaft. Der frühe Briefwechsel zwischen Sommerfeld und Wiechert wurde von Wilfried Schröder (Arch. Hist. ex. Sci, 1984) herausgegeben.
Im Jahre 1893 ging Sommerfeld nach dem Militärdienst an die Universität Göttingen, dem damaligen Zentrum der mathematischen Wissenschaft in Deutschland. Er wurde dort zunächst Assistent am mineralogischen Institut, seine Hauptinteressen blieben aber weiterhin die Mathematik und die mathematische Physik. 1894 wurde er Assistent des Mathematikers Felix Klein, der sein wissenschaftliches Vorbild wurde. Er verfasste unter ihm 1895 seine Habilitationsschrift Mathematische Theorie der Diffraction und wurde danach zunächst Privatdozent für Mathematik. Mit Klein verfasste er auch ein Buch über die Theorie des Kreisels und wurde von diesem beauftragt, verschiedene Abschnitte über Physik in der Enzyklopädie der mathematischen Wissenschaften zu verfassen.

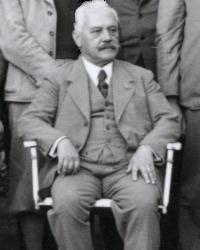
Arnold Sommerfeld, Stuttgart 1935

Sommerfeld heiratete 1897 Johanna Höpfner (1874–1955), die Tochter des Literaturhistorikers und Kurators Ernst Höpfner (1836–1915). Er erhielt einen Ruf auf eine ordentliche Professur der Mathematik an die Bergakademie Clausthal, 1900 folgte der Lehrstuhl für Technische Mechanik an der RWTH Aachen. Im Jahre 1906 erhielt er dann eine Professur für theoretische Physik an der Ludwig-Maximilians-Universität München, wo er ein bedeutendes Zentrum für theoretische Physik aufbaute. Hier verbrachte er, obwohl er Angebote auf andere renommierte Lehrstühle erhielt, den Rest seiner Laufbahn, unterbrochen durch eine Gastprofessur in den USA (University of Wisconsin, 1922/23) und durch Reisen als akademischer Lehrer, die ihn nach Asien (Indien, China, Japan) und in die USA führte (1928/29). 1935 wurde er emeritiert, unterrichtete aber noch bis 1940. Ursache dieses langen Übergangs war die Nachfolgefrage: Sommerfeld favorisierte Werner Heisenberg als seinen Nachfolger, stieß aber auf Widerstand von Vertretern der „Deutschen Physik“, die letztlich ihren – nach Sommerfelds Ansicht schlechtesten aller zur Auswahl stehenden – Kandidaten durchsetzten: Wilhelm Müller. Nach dem Ende der nationalsozialistischen Diktatur bemühte sich Sommerfeld nach 1945 erneut um einen Nachfolger, der die Tradition seiner Schule würde fortsetzen können, und schlug unter anderem Werner Heisenberg, Karl Bechert, Hans Bethe und Carl Friedrich von Weizsäcker vor, die aber ablehnten.
Sommerfeld starb 1951 an den Folgen eines Verkehrsunfalls. Seine Grabstätte liegt auf dem Nordfriedhof in München.

## Leistungen

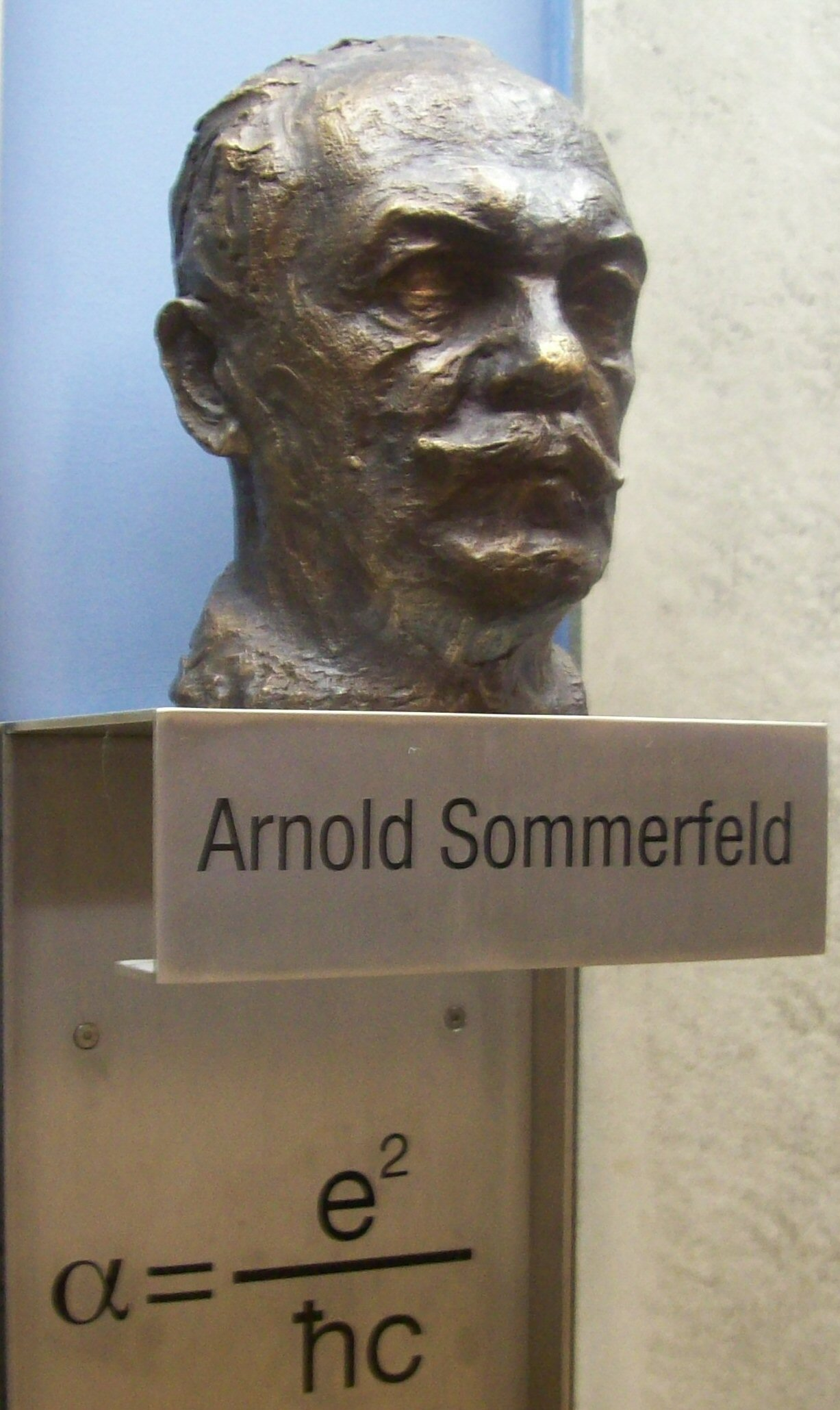
Sommerfeld-Büste, München, LMU, Theresienstr. 37

Sommerfeld zählt neben Max Planck, Albert Einstein und Niels Bohr zu den Forschern, die zu Beginn des 20. Jahrhunderts die moderne theoretische Physik mit ihren Grundpfeilern Quantenphysik und Relativitätstheorie schufen und zum Fundament der Physik machten. Er war sowohl als Forscher wie auch als akademischer Lehrer bedeutend. Sein Beitrag zur Wissenschaft bestand weniger in der Formulierung neuer, umwälzender physikalischer Theorien als vielmehr in der Anwendung fortschrittlicher mathematischer Methoden auf physikalische und technische Probleme. Ein wichtiger Beitrag zur frühen Quantenphysik war die Erweiterung des bohrschen Atommodells, so dass mit diesem auch die Feinstruktur der Spektrallinien des Wasserstoffs erklärt werden konnte (bohr-sommerfeldsches Atommodell). Er führte die Feinstrukturkonstante α ein. Weiterhin entwickelte er eine Theorie der Röntgenstrahlung, verbesserte die Drude-Theorie der Metallelektronen durch Anwendung der Quantenmechanik (Drude-Sommerfeld-Theorie) und arbeitete zusammen mit Felix Klein eine umfassende Theorie des Kreisels aus. Sommerfeld war auch einer der ersten Physiker, die Albert Einsteins Spezielle Relativitätstheorie akzeptierten, anwendeten und damit durchzusetzen halfen. Weiterhin befasste Sommerfeld sich mit hydrodynamischen Gleitlagern; er entwickelte die nach ihm benannte Sommerfeld-Zahl als Maß für die Belastung eines Lagers und befasste sich mit Stabilitätsproblemen der Hydrodynamik (Orr-Sommerfeld-Gleichungen).

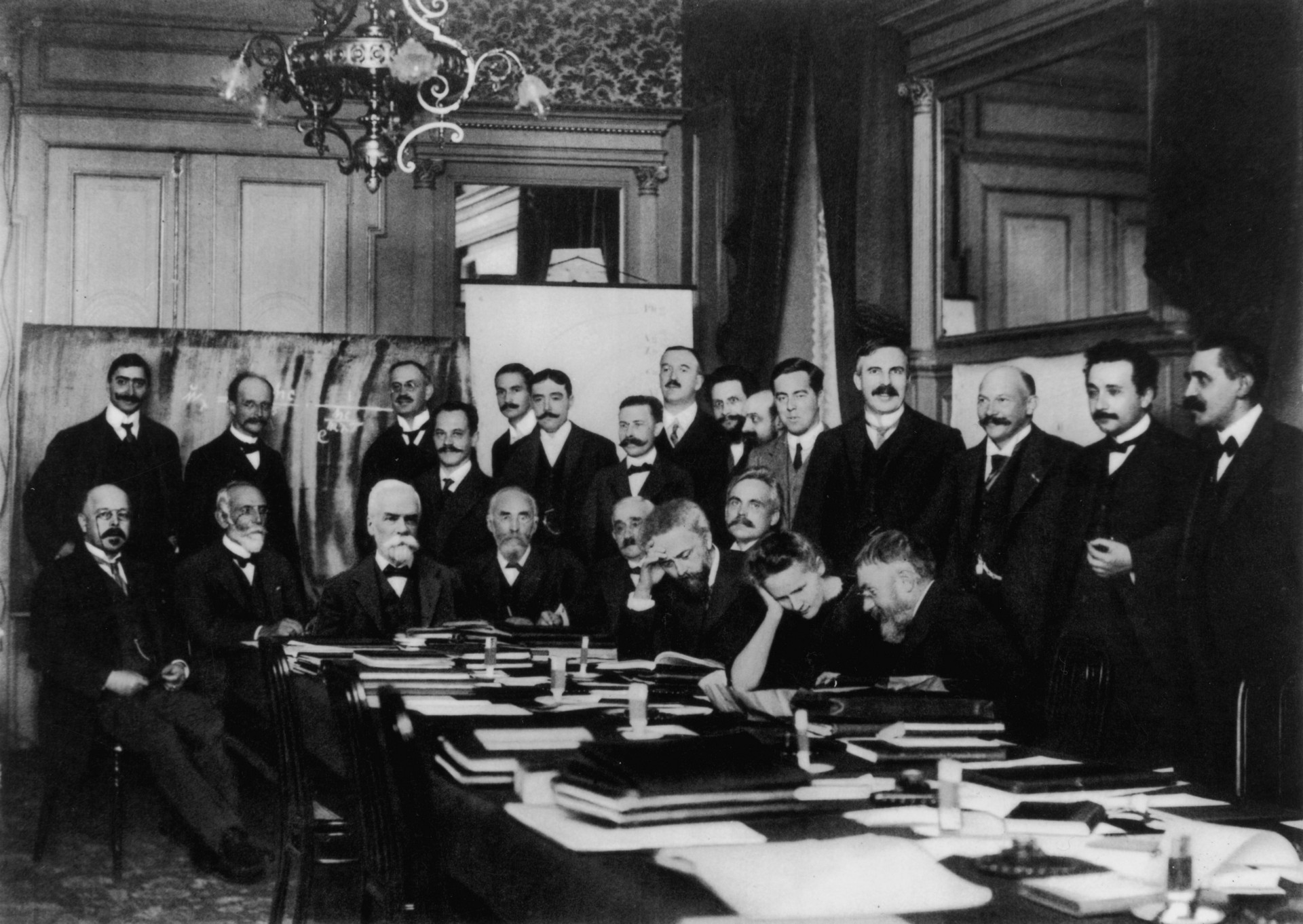
Teilnehmer der ersten Solvay-Konferenz (1911)

Sommerfeld wurde insgesamt 84 Mal für den Nobelpreis vorgeschlagen (vorschlagsberechtigt sind nur wenige ausgewählte Personen, wie z. B. frühere Nobelpreisträger) – häufiger als jeder andere Physiker vor oder nach ihm – hat ihn aber nie erhalten. Auch als Hochschullehrer zählten mehr künftige Nobelpreisträger zu seinen Assistenten, Doktoranden oder Hörern, als bei jedem bisherigen Physik-Nobelpreisträger.
Die so genannte Sommerfeldschule der Theoretischen Physik hat die Entwicklung ihrer Wissenschaft (insbesondere der Quantentheorie und deren Verbreitung) stark beeinflusst, sowohl wegen der Qualität ihrer Arbeiten wie auch durch viele Lehrstühle, die in Deutschland und den USA durch ihre Vertreter in der Folgezeit besetzt wurden. Mit Werner Heisenberg und Wolfgang Pauli haben zwei der bei der Formulierung der Quantenmechanik maßgeblichen Forscher bei Sommerfeld promoviert. Weitere Doktoranden von Sommerfeld waren u. a. Peter Debye, Hans Bethe, Paul Sophus Epstein, Walter Heitler, Walter Franz, Ludwig Hopf, Herbert Fröhlich, Paul Peter Ewald, Adolf Kratzer, Karl Bechert, Alfred Landé, Wilhelm Lenz, Otto Laporte, Josef Meixner, Albrecht Unsöld, Gregor Wentzel, Ernst Guillemin, Rudolf Seeliger, Helmut Hönl, Fritz Bopp und Heinrich Welker. Ausländische Post-Doktoranden wie Isidor Isaac Rabi und Linus Pauling waren an seinem Institut.
Nicht jeder kam mit Sommerfelds Persönlichkeit zurecht. Heisenberg meinte (durchaus respektvoll) über ihn:

„Er war ein Geheimrat im alten Stil mit sehr entschiedenen Ansichten über Moral, Politik, Benehmen und so weiter. Pauli pflegte von ihm zu sagen: ‚Er sieht aus wie ein alter Husarenoberst‘. Er hatte den Schnurrbart, die Persönlichkeit und entschiedene Ansichten.“

Bekannt und mit Schmunzeln weitererzählt wurde eine Anekdote, die von Edward Teller kolportiert wurde:

„Der junge Amerikaner [und spätere Nobelpreisträger] John Hasbrouck Van Vleck studierte am Münchner Physikalischen Institut. Eines Tages saß Van Vleck in der Bibliothek und Sommerfeld betrat den Raum, worauf sich Van Vleck vom Platz erhob und höflich „Guten Morgen Herr Sommerfeld!“ sagte, von Sommerfeld aber nur mit einem unwilligen Brummen begrüßt wurde. Am nächsten Morgen wiederholte sich die Szene, Van Vleck sprang auf und sagte: „Guten Morgen Herr Doktor!“, woraufhin Sommerfeld etwas lächelte, aber nichts erwiderte. Am dritten Tag begegneten sich die beiden wieder und Van Vleck begrüßte Sommerfeld mit „Guten Morgen Herr Professor!“. Sommerfeld antwortete ebenfalls mit „Guten Morgen!“. Am vierten Tag schließlich betrat Sommerfeld erneut die Bibliothek und wurde von Van Vleck mit „Guten Morgen Herr Geheimrat!“ begrüßt. Daraufhin beugte sich Sommerfeld erstaunt zu seinem Studenten und sagte lobend: „Aber Ihr Deutsch wird mit jedem Tag besser!““

Auch als Verfasser von Fachbüchern nahm Sommerfeld Einfluss auf die Wissenschaft. Sein 1919 erstmals publiziertes Buch Atombau und Spektrallinien erschien in den folgenden Jahren in ständig erweiterten Auflagen, welche die rasche Entwicklung der Atomphysik in dieser Zeit widerspiegeln. Es war lange Zeit eine der wichtigsten Publikationen, die theoretische Erkenntnisse der jungen Quantenmechanik den Experimentatoren zugänglich machten und auch bei der Ausbildung der Studenten eine herausragende Rolle spielten.

## Ehrungen und Mitgliedschaften
Sommerfeld war seit 1908 Mitglied der Bayerischen Akademie der Wissenschaften, trug den für einen Hochschullehrer ohne politische Funktion äußerst seltenen Titel eines Geheimrats, war seit 1920 korrespondierendes Mitglied der Preußischen Akademie der Wissenschaften und seit 1926 Auswärtiges Mitglied (Foreign Member) der Royal Society London. Im Jahre 1924 wurde er Ehrenmitglied der London Mathematical Society. Im Jahre 1925 wurde er korrespondierendes und 1929 Ehrenmitglied der damaligen Sowjetischen Akademie der Wissenschaften. Ihm wurde 1917 von der Preußischen Akademie der Wissenschaften die Helmholtz-Medaille und 1931 von der Deutschen Physikalischen Gesellschaft die Max-Planck-Medaille verliehen. Im Jahre 1949 erhielt er die Oersted Medal der AAPT. Im Jahre 1924 wurde er Ehrendoktor der Universität Rostock.
Im Jahre 1929 wurde Sommerfeld in die National Academy of Sciences, 1948 in die American Academy of Arts and Sciences gewählt. Von 1926 bis zu seinem Tode 1951 war er Mitglied der Zwanglosen Gesellschaft München. Der Akademisch-mathematische Verein München im AV nahm Sommerfeld als Ehrenmitglied auf.
Er wurde auch 84 Mal für den Physik-Nobelpreis nominiert, erhielt ihn jedoch nie.

## Postume Ehrungen
Im Jahre 1970 wurde der Mondkrater Sommerfeld nach ihm benannt. Nach ihm benannt wurden das Arnold Sommerfeld Center, Forschungszentrum für theoretische Physik an der Ludwig-Maximilians-Universität München, sowie der Arnold-Sommerfeld-Preis der Mathematisch-naturwissenschaftlichen Klasse der Bayerischen Akademie der Wissenschaften.
Die 1998 gegründete Leipziger Arnold-Sommerfeld-Gesellschaft ist ein Verbund von Wissenschaftlern verschiedener Disziplinen, die in einem gemeinnützigen Verein interdisziplinäre Forschung betreiben.
Der Asteroid (32809) Sommerfeld trägt seit 2002 seinen Namen.
Im Münchner Stadtbezirk Ramersdorf-Perlach, in Clausthal-Zellerfeld, in Aachen und in Baesweiler wurden Straßen nach ihm benannt.

## Zitate
Albert Einstein über Arnold Sommerfeld:
- „Was ich an Ihnen besonders bewundere ist, dass Sie eine grosse Zahl junger Talente wie aus dem Boden gestampft haben. Das ist etwas ganz Eigenartiges. Sie müssen eine Gabe haben, die Geister Ihrer Hörer zu veredeln und zu aktivieren.“ – Albert Einstein im Brief vom 14. Januar 1922 an Arnold Sommerfeld[17]

## Werke
- Theorie des Kreisels. 4 Bände (zusammen mit Felix Klein), Leipzig 1897–1910
- Atombau und Spektrallinien. Braunschweig 1919, Harri Deutsch 1978, ISBN 3-87144-484-7. 1929 erschien die erste Auflage des 2. Bandes Wellenmechanischer Ergänzungsband. Beide Bände wurden bis 1960 mehrfach überarbeitet.
- Vorlesungen über theoretische Physik. neu herausgegeben im Verlag Harri Deutsch, Frankfurt:
  - Band 1: Mechanik. Leipzig 1943, Harri Deutsch 1994, ISBN 3-87144-374-3.
  - Band 2: Mechanik der deformierbaren Medien. Leipzig 1945, Harri Deutsch 1992, ISBN 3-87144-375-1.
  - Band 3: Elektrodynamik. Wiesbaden 1948, Harri Deutsch 2005, ISBN 3-87144-376-X.
  - Band 4: Optik. Wiesbaden 1950, Harri Deutsch 1988, ISBN 3-87144-377-8.
  - Band 5: Thermodynamik und Statistik. Wiesbaden 1952, Harri Deutsch 1988, ISBN 3-87144-378-6.
  - Band 6: Partielle Differentialgleichungen der Physik. Leipzig 1945, Harri Deutsch 1992, ISBN 3-87144-379-4.
- Michael Eckert, Karl Märker (Hrsg.): Arnold Sommerfeld. Wissenschaftlicher Briefwechsel. 2 Bände, Deutsches Museum/GNT Verlag, 2000, 2004